# Velké Heraltice
Velké Heraltice là một làng thuộc huyện Opava, vùng Moravskoslezský, Cộng hòa Séc.